# 比斯開灣
比斯開灣（西班牙語：Golfo de Vizcaya），法语称加斯科涅湾（法語：Golfe de Gascogne），是北大西洋的一個海灣，海岸線由法國西岸的布列塔尼至西班牙北岸的加利西亞。這個海灣的名字是來自西班牙的比斯開省，屬於巴斯克自治區的一部份。
海灣的南端在西班牙稱為坎塔布里亞海，這是在公元前1世紀時古羅馬人根據附近的坎塔布里亞地區來命名，拉丁名字Sinus Kantabrorum。
比斯開灣出名風高浪急，是由於灣內的大陸架延伸至頗遠的外海，導致比斯開灣較為淺水。
英國人埃倫·麥克阿瑟第一次駕駛帆船環繞世界的旅程就是在比斯開灣完結。